# 페니키아 문자

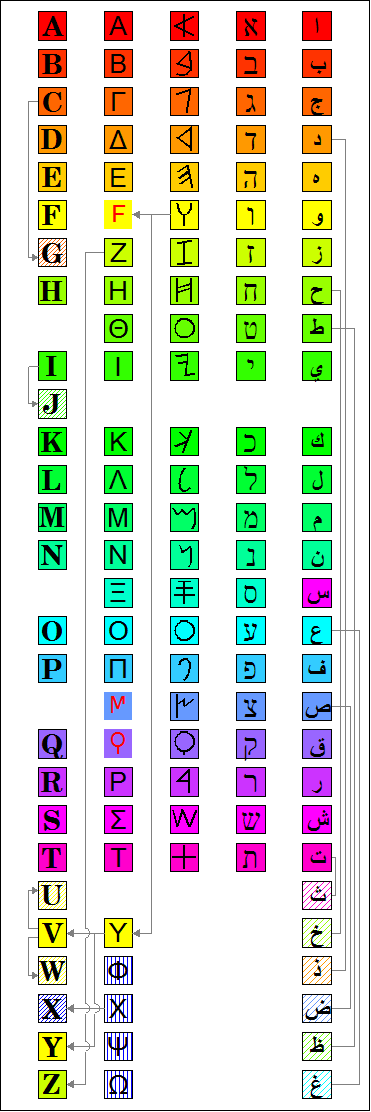
왼쪽부터 로마자, 그리스 문자, 페니키아 문자, 히브리 문자, 아랍 문자.

페니키아 문자는 기원전 10세기경에 만들어진, 원시 가나안 문자에서 비롯된 음소 문자이다. 고대 지중해 세계를 중심으로 활동하던 해양 상업민족 페니키아인이 페니키아어를 기록하기 위해 만들었다. 히브리 문자, 아랍 문자, 그리스 문자, 로마자, 키릴 문자의 조상격이다. 가나안 문자, 히브리 문자, 아랍 문자와 같이 페니키아 문자도 홀소리를 위한 글자가 따로 없는 아브자드로 22개의 닿소리만으로 구성되어 있다. 따라 홀소리는 문맥에 따라서 추론해야 한다.
페니키아 문자는 본래 상형문자였다고 추측되는데, 알레프(𐤀)는 소, 기멜(𐤂)은 낙타를 가리키는 식이었다. 지중해 연안의 페니키아 유적들에서는 페니키아 문자로 쓰인 다양한 비문들이 발견되고 있다.

## 파생된 문자
아람어를 기록하기 위한 아람 문자가 페니키아 문자에서 파생된 것이다. 여기에서 히브리 문자와 아랍 문자가 비롯되었다.
그리스 문자는 페니키아 문자에서 파생되었거나 페니키아 문자처럼 원시 가나안 문자에서 파생된 것으로 여겨진다. 대부분의 소리가 페니키아 문자와 비슷하지만 당시 그리스어에서 쓰이지 않는 소리를 나타내는 글자는 홀소리를 나타내는 것으로 바뀌었다. 뒤에 로마자와 키릴 문자가 그리스 문자에서 비롯되었다.
많은 학자들이 인도의 브라흐미 문자가 페니키아 문자에서 비롯된 것으로 보고 있다. 만약 그렇다면 인도와 동남아시아(인도차이나)에서 쓰이는 대부분의 문자 체계가 페니키아 문자를 조상으로 두고 있는 것이다.

## 글자
| 그림   | 글자 | 이름   | 뜻            | 로마자 전사 | 해당하는 글자 | 해당하는 글자 | 해당하는 글자 | 해당하는 글자      | 해당하는 글자      |
| 그림   | 글자 | 이름   | 뜻            | 로마자 전사 | 히브리        | 아랍          | 그리스        | 로마               | 키릴               |
| ------ | ---- | ------ | ------------- | ----------- | ------------- | ------------- | ------------- | ------------------ | ------------------ |
| 알레프 | 𐤀    | 알레프 | 소            | ʼ           | א             | ﺍ             | Αα            | Aa                 | Аа                 |
| 베트   | 𐤁    | 베트   | 집            | b           | ב             | ﺏ             | Ββ            | Bb                 | Бб, Вв             |
| 기멜   | 𐤂    | 기멜   | 낙타          | g           | ג             | ﺝ             | Γγ            | Cc, Gg             | Гг, Ґґ             |
| 달레트 | 𐤃    | 달레트 | 문            | d           | ד             | ﺩ             | Δδ            | Dd                 | Дд                 |
| 헤     | 𐤄    | 헤     | 창문          | h           | ה             | ﮬ             | Εε            | Ee                 | Ее, Єє, Ээ         |
| 바브   | 𐤅    | 바브   | 갈고리        | w           | ו             | ﻭ             | Ϝϝ, Υυ        | Ff, Uu, Vv, Ww, Yy | Уу, Ѵѵ, Ўў, Ԝԝ, Үү |
| 자인   | 𐤆    | 자인   | 무기          | z           | ז             | ﺯ             | Ζζ            | Zz                 | Зз, Жж             |
| 헤트   | 𐤇    | 헤트   | 담장          | ḥ           | ח             | ﺡ             | Ηη            | Hh                 | Ии, Йй             |
| 테트   | 𐤈    | 테트   | 바퀴          | ṭ           | ט             | ﻁ             | Θθ            |                    | Ѳѳ                 |
| 요드   | 𐤉    | 요드   | 팔            | y           | י             | ﻱ             | Ιι            | Ii, Jj             | Іі, Її, Јј         |
| 카프   | 𐤊    | 카프   | 손바닥        | k           | כ             | ﻙ             | Κκ            | Kk                 | Кк                 |
| 라메드 | 𐤋    | 라메드 | 몰이 막대기   | l           | ל             | ﻝ             | Λλ            | Ll                 | Лл                 |
| 멤     | 𐤌    | 멤     | 물            | m           | מ             | ﻡ             | Μμ            | Mm                 | Мм                 |
| 눈     | 𐤍    | 눈     | 뱀            | n           | נ             | ﻥ             | Νν            | Nn                 | Нн                 |
| 사메크 | 𐤎    | 사메크 | 물고기        | s           | ס             | س             | Ξξ, Χχ        | Xx                 | Ѯѯ, Хх             |
| 아인   | 𐤏    | 아인   | 눈            | ʿ           | ע             | ﻉ             | Οο            | Oo                 | Оо                 |
| 페     | 𐤐    | 페     | 입            | p           | פ             | ﻑ             | Ππ            | Pp                 | Пп                 |
| 차데   | 𐤑    | 차데   | 파피루스 나무 | ṣ           | צ             | ﺹ             | Ϻϻ            |                    | Цц, Чч, Џџ         |
| 코프   | 𐤒    | 코프   | 원숭이        | q           | ק             | ﻕ             | Ϙϙ,Φφ         | Qq                 | Ҁҁ,Фф              |
| 레쉬   | 𐤓    | 레쉬   | 머리          | r           | ר             | ﺭ             | Ρρ            | Rr                 | Рр                 |
| 신     | 𐤔    | 신     | 이            | š           | ש             | ش             | Σσ            | Ss                 | Сс, Шш, Щщ         |
| 타우   | 𐤕    | 타우   | 표시          | t           | ת             | ﺕ             | Ττ            | Tt                 | Тт                 |

### 유니코드
페니키아 문자는 유니코드 5.0에 U+10900 - U+1091F 범위에 할당되었다.
| U+    | 0 | 1 | 2 | 3 | 4 | 5 | 6 | 7 | 8 | 9 | A | B | C | D | E | F |
| ----- | - | - | - | - | - | - | - | - | - | - | - | - | - | - | - | - |
| 10900 | 𐤀 | 𐤁 | 𐤂 | 𐤃 | 𐤄 | 𐤅 | 𐤆 | 𐤇 | 𐤈 | 𐤉 | 𐤊 | 𐤋 | 𐤌 | 𐤍 | 𐤎 | 𐤏 |
| 10910 | 𐤐 | 𐤑 | 𐤒 | 𐤓 | 𐤔 | 𐤕 | 𐤖 | 𐤗 | 𐤘 | 𐤙 | 𐤚 | 𐤛 |   |   |   | 𐤟 |

## 같이 보기
- 문자의 역사
- 음소문자의 역사
- 우가리트 문자
- 원시 가나안 문자